# Dirrty
„Dirrty” este un cântec lansat de interpreta americană Christina Aguilera împreună cu rapperul Reggie „Redman” Noble. Piesa a fost compusă de Aguilera și Redman împreună cu  Jasper Cameron, Balewa Muhammad și Rockwilder pentru cel de-al doilea album din cariera Aguilerei, Stripped (2002), fiind primul single lansat de pe acest material discografic. A primit recenzii mixte din partea criticilor muzicali.
„Dirrty” nu a avut succes comercial în SUA, ajungând până pe locul 48 în Billboard Hot 100. În schimb, a activat mai bine în clasamentele din afara continentului american, clasându-se pe prima poziție în UK Singles Chart și în Irish Singles Chart. Cântecul a fost nominalizat în cadrul Premiilor Grammy la categoria Cea mai bună colaborare pop vocală.
Aguilera s-a ocupat de partea creativă a videoclipului. Acesta pune accent pe sexualitatea ei, conținând imagini cu fetișuri sexuale, cum ar fi bătaia în noroi. Astfel, imaginea cântăreței nu mai este asociată cu cea de „fată din vecini” promovată anterior.

## Compunerea și inspirația
Aguilera a colaborat cu producâtorul de hip-hop Rockwilder în timpul înregistrării piesei „Lady Marmalade” (2001). Pentru albumul Stripped, cei doi au vrut să creeze un cântec „foarte puternic, foarte sălbatic, foarte nebun”, pentru a promova noua imagine a cântăreței. Aguilera a sugerat ca melodia „Let's Get Dirty (I Can't Get in da Club)” interpretată de Redman să reprezinte sursa de inspirație pentru compunerea piesei, „Dirrty” fiind rezultatul acestei idei.
„Dirrty” este o piesă în genul hip hop compusă în tonalitatea sol minor. Versurile refrenului și rimele lui Redman sunt puse în evidență printr-un motiv constând în doi si {\displaystyle \flat } dublați la octavă. Versurile cântecului conțin referiri la activități sexuale, cum ar fi „table dancing”. Aguilera a dorit în titlul acestui cântec o greșeală gramaticală pentru a-l personaliza, luând în considerare variantele „Dirtee” și „Dirrdy”. În final, cântăreața a ales „Dirrty” pentru a fi în conformitate cu videoclipul, Aguilera explicând că „am simțit că dacă mai adaug un <<r>> în titlu, o să sune ca grr... Ca și când ar fi vorba de lucruri ilegale”. 

## Recenzii
„Dirrty” a primit recenzii mixte din partea criticilor muzicali. Allmusic l-a numit un „anti-cântec” considerând că întinderea vocală a Aguilerei pe parcursul piesei este prea îngustă. Entertainment Weekly a acordat acestui cântec calificativul D-, considerând că interpretarea este „disperată și stridentă” și că Aguilera încearcă cu acest single să obțină mai multă credibilitate. The Guardian a descris cântecul ca fiind „obscen prin excelență”, iar Slant Magazine a făcut referire la el ca la „un cântec de satisfacție imediată”. Totuși, Stylus Magazine l-a ales ca cel mai bun cântec al anului 2002, apreciind faptul că „mersul basului nu se îmbină cu celelalte instrumente într-un mod convingător” și „utilizarea eficientă de supraînregistrări”.

## Videoclip

### Informații

Captură video din clipul piesei „Dirrty”

Videoclipul piesei „Dirrty” a fost regizat de David LaChapelle, acesta descriindu-l ca fiind „o orgie post-apocaliptică”. Videoclipul debutează cu Aguilera care intră pe o motocicletă într-un club de noapte. Purtând bikini și pantaloni decupați, aceasta este pusă într-o cușcă și adusă pe un ring de box, unde execută o coregrafie împreună cu câteva dansatoare. o femeie mascată se bate cu Aguilera, secvența fiind intercalată cu scene în care cântăreața dansează purtând un tricou decupat ce-i arată abdomenul, de care se dezbracă ulterior, rămânând într-o fustă mini și un sutien de la costumul de baie. Redman merge pe un hol și trece pe lângă multe persoane, printre care luptători, un contorsionist și oameni costumați în animale. Apoi Aguilera dansează împreună cu alte fete în timp ce sunt stropite cu apă. Într-una din scene, cântăreața mimează o masturbare.
Videoclipul a debutat la TRL pe locul șase în data de 2 octombrie 2002. A staționat pe primul loc în clasamentul acestei emisiuni timp de 22 de zile, dintr-un total de 44. La ediția din 2003 a MTV Video Music Awards, videoclipul a fost nominalizat la categoriile Cel mai bun videoclip al unei artiste, Cel mai bun dans într-un videoclip, Cel mai bun videoclip pop și Cea mai bună coregrafie. Clipul s-a clasat cel mai sus pe #11 în topul de la MuchMusic, unde a activat timp de 8 săptămâni.
Cu acest videoclip, Aguilera și-a schimbat imaginea de fată cuminte într-una de sex-simbol, pozând aproape nud în mai multe reviste, cum ar fi Rolling Stone.

### Controverse
Videoclipul a generat controverse prin prezentarea noii imagini a cântăreței, ce a avut ca rezultat cenzurarea anumitor părți. Compozitoarea Linda Perry l-a criticat, întrebând-o pe Aguilera: „Erai drogată? Este enervant. De ce ai făcut acest lucru?” După două zile de la premiera mondială, Sarah Michelle Geller, actrița principală din „Buffy, spaima vampirilor”, a declarat în cadrul emisiunii Saturday Night Live (imitând-o pe Aguilera): „După ce oamenii vor vedea acest videoclip, nu se vor mai gândi la mine ca la o prostituată blondă, de gumă a industriei muzicale - și vor începe să se gândească la mine ca la o adevărată prostituată”. Aguilera a declarat că a fost dezamăgitor și că „putea face un scenariu mai amuzant” pentru videoclip. În Thailanda au existat proteste legate de afișele scrise în thailandeză, ce se traduc „Turismul sexual al Thailandei” și „Fete minore”. LaChapelle a declarat că nu știa semnificația lor, iar RCA a interzis difuzarea videoclipului la televiziunile din această țară.
Noua imagine promovată de Aguilera a fost respinsă de public, deoarece „începea să-i umbrească muzica”. Entertainment Weekly a numit-o „cea mai femeie-reptilă a lumii”, iar The Village Voice a comparat-o cu un personaj din filmul Alien. Multe dintre cântărețe nu au fost de acord cu această imagine a Aguilerei, cum ar fi Shakira și Jessica Simpson, care au considerat că reprezintă „un pas prea înainte”. Revista Time a comentat că „se pare că a aterizat pe platoul de filmare direct de la o întrunire intergalactică a prostituatelor” și că „merită acel <<r>> suplimentar”. Aguilera a răspuns acestor declarații, afirmând că ei îi place să se joace și să experimenteze, apărându-și imaginea:
| “ | Când ești îndrăzneț și deschis în muzică și videoclipuri, mulți oameni se simt amenințați de tine, mai ales cei din America Centrală. În regulă, poate sunt acea fată cu fundul gol în clip, dar dacă privești mai atent, am și fruntea descoperită. Nu sunt doar o tipă penibilă într-un clip rap: sunt în poziția de lider, dețin controlul total al lucrurilor din jurul meu. Ca să fii atât de îndrăzneț, în viziunea mea trebuie să fii un artist adevărat. | ” |

## Performanța în clasamente

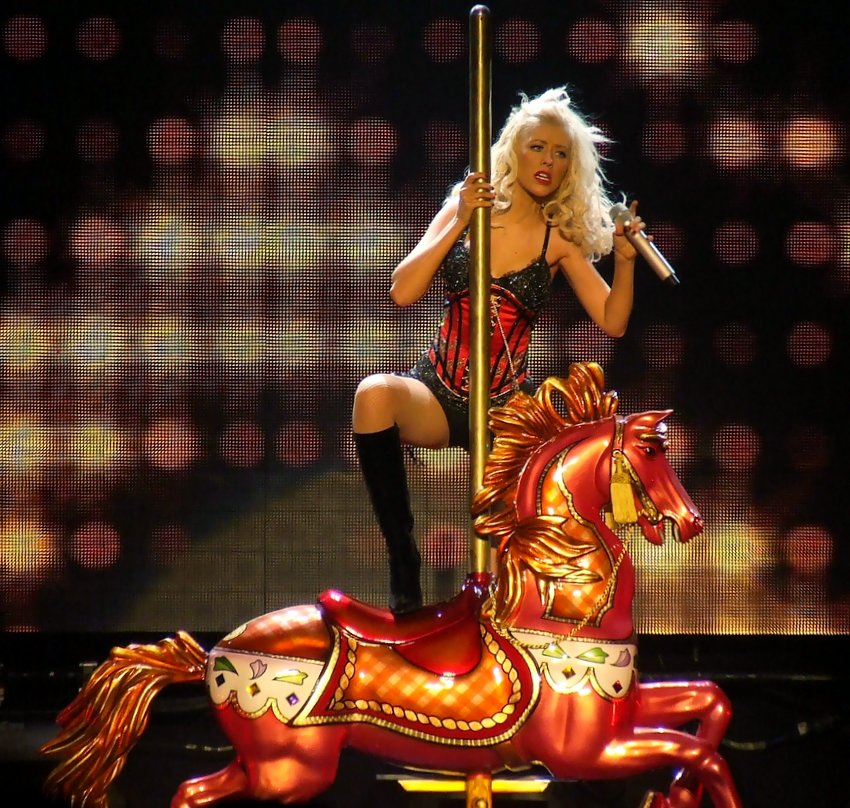
Aguilera utilizând un cal de la carusel pe post de bară de striptis în timpul unei interpretări a piesei „Dirrty” în cadrul turneului Back to Basics Tour.

Linda Perry și conducerea casei de discuri au sfătuit-o pe Aguilera să aleagă piesa „Beautiful” ca prim single de pe Stripped. RCA Records a anunțat ulterior că „Dirrty” va fi promovat întâi pentru a atrage atenția asupra Aguilerei și a materialului discografic. Discul single s-a clasat pe poziții mediocre în SUA, atingând doar locul 48 în Billboard Hot 100. Cântecul a avut mai mult succes în mainstream, plasându-se pe poziția 14 în Top 40 Mainstream și pe poziția 22 în Top 40 Chart, în Rhythmic Top 40 urcând până pe locul 20. Piesa a fost nominalizată la premiile Grammy din anul 2003 la categoria „Cea mai bună colaborare vocală”, dar a pierdut în fața cântecului „The Game of Love”, interpretat de Santana în colaborare cu Michelle Branch.
„Dirrty” a beneficiat de mai mult succes în țările europene. În Regatul Unit a ajuns pe primul loc la data de 23 noiembrie 2003, unde a staționat timp de trei săptămâni. Piesa s-a clasat în top 5 în Austria, Germania, Belgia, Danemarca, Irlanda, Olanda, Norvegia, Spania, Elveția și în top 10 în Portugalia și Suedia.
În Canadian Singles Chart, cântecul a debutat pe locul 7, iar mai apoi a urcat până pe locul 5, activând în top 10 timp de trei luni și jumătate.  S-a clasat timp de trei ediții consecutive pe poziția a patra în ARIA Singles Chart, ajungând pe locul 36 în topul de sfârșit de an din această țară și pe locul 12 în Urban Singles Chart. ARIA i-a acordat Aguilerei discul de platină pentru vânzările de peste 70 000 de copii înregistrate de „Dirrty”.

## Formate
Discul single disponibil pe format vinyl pentru America
1. „Dirrty” – 4:58
2. „Dirrty” (fără partea de rap) – 4:01
3. „Dirrty” (instrumental) – 3:58

Discul single pe format Maxi CD pentru America și Europa
1. „Dirrty” (fără partea de rap) – 4:01
2. „I Will Be” – 4:12
3. „Dirrty” – 5:58
4. „Dirrty” (videoclip) – 4:49

Discul single pe format Maxi CD pentru Anerica
1. „Dirrty” – 5:00
2. „Dirrty” (fără partea de rap) – 4:01
3. „Dirrty” (introducere scurtă cu o parte de rap) – 4:35

## Personal
- Voci: Christina Aguilera, Redman
- Producători: Rockwilder, Christina Aguilera
- Ingineri de sunet: Oscar Ramirez, Wassim Zreik
- Inginer de mixaj: Dave „Hard Drive” Pensado
- Asistentul inginerului de mixaj: Ethan Willoughby

## Clasamente
| Clasamente                       | Poziția maximă |
| -------------------------------- | -------------- |
| Australian ARIA Singles Chart    | 4              |
| Austrian Singles Chart           | 5              |
| Belgian Singles Chart (Flanders) | 4              |
| Belgian Singles Chart (Wallonia) | 8              |
| Brazilian Singles Chart          | 25             |
| Canadian Singles Chart           | 5              |
| Danish Singles Chart             | 4              |
| Dutch Singles Chart              | 2              |
| Finnish Singles Chart            | 20             |
| French Singles Chart             | 98             |
| German Singles Chart             | 4              |
| Irish Singles Chart              | 1              |
| Italian Singles Chart            | 8              |
| New Zealand RIANZ Singles Chart  | 20             |
| Norwegian Singles Chart          | 3              |
| Romanian Singles Chart           | 94             |
| Swedish Singles Chart            | 6              |
| Swiss Singles Chart              | 3              |
| UK Singles Chart                 | 1              |
| U.S. Billboard Hot 100           | 48             |
| U.S. Billboard Top 40 Mainstream | 14             |

## Certificări
| Țara          | Certicare | Vânzări |
| ------------- | --------- | ------- |
| Australia     | Platină   | 70 000  |
| Olanda        | Aur       | 40 000  |
| Norvegia      | Platină   | 10,000  |
| Sweden        | Platină   | 20 000  |
| Elveția       | Aur       | 20,000  |
| Noua Zeelandă | Aur       | 7 500   |